# Europa Ethnica
Europa Ethnica ist eine 1961 in Wien gegründete europäische Fachzeitschrift für Minderheitenfragen. Sie erscheint zweimal jährlich als Doppelheft mit Beiträgen in deutscher, englischer und französischer Sprache. Verleger war bis Ende 2010 die Wilhelm Braumüller Universitäts-Verlagsbuchhandlung, seither die Facultas Verlags- und Buchhandels AG.

## Allgemeines
Die Gründung der Zeitschrift geht auf die Föderalistische Union Europäischer Volksgruppen (FUEV) zurück. Bis 1986 erschien sie mit dem Untertitel Vierteljahresschrift für Nationalitätenfragen mit offiziellen Mitteilungen der Föderalistischen Union Europäischer Volksgruppen. Als Vorgängerblatt wird die von 1927 bis 1944 veröffentlichte Minderheitenzeitung Nation und Staat betrachtet, deren Jahrgangsnummer mit dem 17. Jahrgang endete und von der Europa Ethnica 1961 mit dem 18. Jahrgang fortgesetzt wurde. Der ehemalige Mitherausgeber Christoph Pan war von 1994 bis 1996 Präsident der FUEV.
Die interdisziplinär ausgerichtete Zeitschrift bietet aktuelle sowie grundlegende Beiträge zur rechtlichen, politischen und sprachlichen Situation europäischer Minderheiten, Berichte über aktuelle Ereignisse und Fachtagungen sowie Rezensionen.

## Wissenschaftlicher Beirat der Zeitschrift
- Dieter Kattenbusch, Humboldt-Universität, Berlin
- Guiu Sobiela-Caanitz, Ardez
- Hannes Tretter, Ludwig Boltzmann Institut für Menschenrechte, Wien
- Harald Runblom, Centrum för multietnisk forskning, Uppsala
- Joseph Marko, Universität Graz
- Rainer Hofmann, Universität Kiel
- Christoph Gusy, Universität Bielefeld
- Lauri Hannikainen, Universität Helsinki, Universität Turku